# Заповідні літа
Запові́дні лі́та (рос. заповедные лета, також заповедные годы, від заповѣдь — «заборона») — роки, протягом яких в деяких районах Російської держави заборонявся селянський вихід в осінній Юріїв день (передбачений ст. 57 Судебника 1497 року). Обмеження стали з'являтися з 1581 року, коли уряд Івана Грозного зайнявся загальним переписом земель з метою визначення масштабів занепаду господарства країни в 1570-1580-і роки.